# ماكسيميليان ديتتجين
ماكسيميليان ديتتجين (بالألمانية: Maximilian Dittgen)‏ (3 مارس 1995 بمويرس في ألمانيا - ) هو لاعب كرة قدم ألماني في مركز الهجوم. شارك مع منتخب ألمانيا تحت 17 سنة لكرة القدم. أما مع النوادي، فقد لعب مع نادي نورنبرغ و1. FC Nürnberg II ‏ وSG Sonnenhof Großaspach ‏.

## روابط خارجية
- ماكسيميليان ديتتجين على موقع قاعدة بيانات كرة القدم.إي يو (الإنجليزية)
- ماكسيميليان ديتتجين على موقع Soccerway.com (الإنجليزية)
- ماكسيميليان ديتتجين على موقع عالم كرة القدم.نت (الإنجليزية)